# Philibert Fougère
Pour les articles homonymes, voir Fougère (homonymie).
Philibert Fougère est un religieux et homme politique français né le 28 septembre 1734 à Nevers (Nièvre) et décédé le 3 septembre 1792 à Paris.
Curé de la paroisse Saint-Laurent de Nevers en 1769, il est député du clergé aux États généraux de 1789. Emprisonné aux Carmes, il est victime des massacres de Septembre.

## Sources
- « Philibert Fougère », dans Adolphe Robert et Gaston Cougny, Dictionnaire des parlementaires français, Edgar Bourloton, 1889-1891 [détail de l’édition]